# Asa Kitok
Asa Kitok, ogift Persdotter Vitsak, född 5 mars 1894 i Gällivare församling, Norrbottens län, död 22 december 1986 i Gällivare, Norrbottens län, var en  svensk samisk konsthantverkare.

## Biografi
Kitok föddes 1894 i Sörkaitums sameby i Gällivare församling. Hon arbetade med rotslöjd och förnyade detta konsthantverk. Samernas rotslöjd var nära att försvinna, när hon tog upp den teknik hon lärt i sin ungdom. 
Asa Kitok var gift med Anders Kitok, född 1868, till hans död 1934. Hon var mor till Margit Kitok-Åström och Ellen Kitok-Andersson. Hon lärde upp döttrarna, vilka i sin tur fört den vidare bland annat på Samernas utbildningscentrum i Jokkmokk.
Musikern Kitok (Magnus Ekelund) är barnbarnsbarn till Asa Kitok.

## Asa Kitok-stipendiet
Asa Kitok-stipendiet är ett arbetsstipendium för samiska slöjdare eller konsthantverkare som är verksamma i Sverige, vilket är instiftat av Sameslöjdstiftelsen Sámi Duodji. Pristagare utses av stiftelsens styrelse och stipendiet delas sedan 2005 ut årligen på Jokkmokks marknad. Stipendiet var 2023 på 75 000 kronor.

### Stipendiater
- 2005 Trä- och hornslöjdaren Jon Tomas Utsi, Porjus
- 2006 Konsthantverkaren (tenntrådsbroderi med mera) Lena Krihkke Persson, Frösön
- 2007 Textilformgivaren Solveig Labba, Övre Soppero
- 2008 Silversmeden och smyckesformgivaren Erica Huuva
- 2009 Trä- och hornslöjdaren Per Aira, Jokkmokk
- 2010 Silversmeden och konstnären Randi Marainen, Nedre Soppero
- 2011 Textil- och bildkonstnären Britta Marakatt-Labba, Övre Soppero
- 2012 Trä- och hornslöjdaren Nils-Johan Labba, Kiruna
- 2013 Trä- och hornslöjdaren och konsthantverkaren Folke Fjällström, Vålådalen
- 2014 Textilslöjdaren Lena Sandberg Johansson, Jokkmokk[7]
- 2015 Skinnslöjdaren Mariann Enoksson, Rautas
- 2016 Trä- och hornslöjdaren Fredrik Prost, Viikusjärvi
- 2017 Rotslöjdaren Fia Kaddik, Ammarnäs
- 2018 Hårdslöjdaren Per-Stefan Idivuoma, Lannavaara
- 2019 Gunhild Tjikkom
- 2020 Karin Wasara, Ingemar Israelsson
- 2021 Kristoffer Åström, Katarina Spik Skum
- 2022 Lise Tapio Pittja[8]
- 2023 Lena Viltok[6]
- 2024 Sven-Åke och Doris Risfjell